# Спасём телятину
Спасём телятину (англ. Fun with Veal) — эпизод 605 (№ 84) сериала «Южный Парк», его премьера состоялась 27 марта 2002 года.

## Сюжет
Ребята вместе с классом отправляются в экскурсию по местной ферме, где владелец фермы Боб объясняет детям как делается телятина. Кайлу становится жалко маленьких телят, которых завтра отправят на убой. Он уговаривает ребят прийти сюда ночью и освободить их. Когда же они это делают, становится ясно, что те не умеют ходить в связи с тем, что их специально держали на коротких цепях, чтобы мясо было достаточно нежным. Приходится нести телят на руках в дом Стэна.
Через некоторое время его родители находят животных, но Стэн и парни забаррикадировались в своей комнате, взяв телят в заложники. Поговорив с родителями Кайла, Баттерса и мамой Эрика, Шерон и Рэнди решают не давать им еды, в надежде что они долго не продержатся без пищи и сдадутся. Впрочем, Лиэн прониклась жалостью к детям и втайне от всех передала детям корзину с едой.
Тем временем к дому стягиваются журналисты и полиция. Начинаются переговоры, в ходе которых Картману удаётся заполучить огнестрельное оружие, боевую ракету, а также заменить надписи на упаковках «мясо телёнка» на «мясо зверски замученного телёнка». Тем временем Стэн, который решил воздержаться от мясных продуктов, начинает себя плохо чувствовать. Картман требует грузовик для того, чтобы вывезти телят в другое место. Уже по дороге полиции удаётся их задержать. Стэна госпитализируют и диагностируют «вагинитус» — болезнь, возникающую у вегетарианцев (человек покрывается вагинами, а потом превращается в одну гигантскую вагину). Телят вновь возвратили Бобу, но тот говорит, что содержать их не выгодно, — после изменения в названии телятину больше никто не покупает.

## Факты
- Рэнди говорит: «Мы дали этим детям всё, а они превратились в Джонов Уокеров!» Джон Уокер — это террорист из талибана, американец по происхождению[1].
- Эпизод отражает реальное отношение Мэтта Стоуна к вегетарианцам — он считает, что они «всё время больны, бледны и безжизненны, и выглядят так, как будто вот-вот заснут… не все, но многие из них»[2].